# نيكولا بوكون
نيكولا بوكون هو مدرب سابق درب نادي عمان العُماني.